# Халдеиха
Халдеиха — река в России, протекает по Алейскому району Алтайского края. Устье реки находится в 32 км от устья Горевки по правому берегу. Длина реки составляет 19 км, площадь водосборного бассейна — 107 км².

## Данные водного реестра
По данным государственного водного реестра России относится к Верхнеобскому бассейновому округу, водохозяйственный участок реки — Алей от Гилёвского гидроузла и до устья, речной подбассейн реки — бассейны притоков (Верхней) Оби до впадения Томи. Речной бассейн реки — (Верхняя) Обь до впадения Иртыша.